# Блэки Лолесс
Стивен Эдвард Дьюрен (англ. Steven Edward Duren; род. 4 сентября 1956), известный как Блэ́ки Ло́лесс (англ. Blackie Lawless [ˈblæki ˈlɔːləs])— американский певец и музыкант, актёр, лидер хеви-метал-группы W.A.S.P..
В начале карьеры Лолесс зарекомендовал себя как скандальный и эпатажный шок-рокер, основным объектом интересов которого являлись секс и наркотики. Однако в начале 1990-х годов музыкант стал всё ярче проявлять иную, более лиричную сторону творческой натуры. В 1992 году он практически в одиночку записал глубоко личный концептуальный альбом The Crimson Idol. В начале 2000-х годов он исключил из концертного репертуара группы скандально известные песни «Animal (Fuck Like A Beast)» и «L.O.V.E. Machine» и обратился к христианству, к которому ранее относился исключительно негативно.

## Биография
Стивен Эдвард Дьюрен родился 4 сентября 1956 года. Его отец был военным, а после выхода на пенсию создал строительную фирму. Мать Стивена получила высшее педагогическое образование, однако долгие годы она была домохозяйкой. У музыканта был родной брат Клиффорд, который умер в ноябре 2012 года, и есть сестра Бренда.
Юношеские годы Стивен Дьюрен провел в родном Статен-Айленде (Нью-Йорк). Будучи подростком, Стивен часто хулиганил: портил автомобили, разбивал окна. Когда Дьюрену было 13 лет, он получил ножевое ранение в уличной драке, а немного позже — в 14 лет — он был отправлен в военное училище, но долго он там не продержался: через полтора года его выгнали за избиение старшего сержанта.
Дьюрену было 9 лет, когда он проявил интерес к музыке: начал он, как и многие, с гитары, позже он играл в своей первой группе The Underside. Тогда на Дьюрена, как и на других его сверстников, серьёзное влияние оказал Элвис Пресли. В 16 лет Блэки уже был участником другой группы под названием Black Rabbit, выступавшей в местных барах и клубах.
В возрасте 18 лет Блэки Лолесс стал членом группы New York Dolls, заняв в ней место Джонни Сандерса. Там же он познакомился с басистом Артуром Кэйном (Arthur Kane). После шести месяцев выступлений и выпуска демозаписи Лолесс и Артур Кэйн решили переехать в Лос-Анджелес, где образовалась новая группа под названием Killer Kane Band. В её состав входили: Arthur Kane — бас-гитара и бэк-вокал; Blackie — ритм-гитара, основной вокал; Andy Jay — соло-гитара, бэк-вокал; Jimi Image — за барабанами. В 1975 группа Блэки Лолесса выпустила демо «Mr. Cool», которое включало такие песни, как «Mr. Cool» (оригинальная версия песни «Cries In The Night» с альбома W.A.S.P. 1985 года), «Longhaired Woman», «Don’t Need You» (позднее эти демопесни превратились в настоящие хиты группы W.A.S.P.).
Во время одного из выступлений, Лолесс увидел парня, с которым он позже познакомился, это был Пол Дэниэл Фрейли, который тогда только начинал свой звёздный путь вместе с группой KISS. По слухам, оба музыканта в молодости состояли в уличной банде «The Duckies». Блэки был воодушевлён таким стремительным успехом группы KISS, именно тогда Блэки Лолесс понял, что имидж и шоу — важнейшие составляющие успеха.

## W.A.S.P
Блэки Лолесс и Рэнди Пайпер (будущий гитарист группы W.A.S.P.) сформировали группу Sister (прим. группа Sister — часто упоминается[где?][кем?] как Pre-W.A.S.P.). Sister была первой группой в Лос-Анджелесе, которая экспериментировала с дьявольской символикой, такой как пентаграммы, кровь, мясо и грим. Одной из первых сценических выходок Блэки Лолесса были поедание червей и кидание свежего мяса в фанатов. Логотип группы Sister выглядел как перевёрнутая пентаграмма, охваченная пламенем, в центре находилась надпись Sister. Блэки Лолесс позже говорил, что группа Motley Crue 1984 годов внешне и есть что-то подобное их группе Sister. «Мы были первой группой, которая стала использовать пентаграмму», — говорил позже Блэки в различных интервью.
Блэки был знаком с Никки Сиксом (Nikki Sixx — басист Motley Crue). На момент знакомства Никки Сиксу было не более 19, «он пришёл ко мне, когда он только начинал и говорит»: «Ты собираешься ещё использовать что-либо из этих вещей, которые использовал раньше?» Я ответил: «Нет!», тогда он спросил: «Ты не против, если я их использую?» Я сказал: «Можешь брать всё что хочешь, так как я убедился, что, в конце концов, такой имидж может загнать тебя в тупик, из которого в таком прикиде ты не выберешься». Никки Сикс участвовал в одном из ранних составов Sister’а в 1976, но Никки Сикс и Блэки не смогли работать вместе, что как ни странно не помешало им остаться хорошими друзьями.
Когда Блэки играл в группе Sister’е, он познакомился с гитаристом виртуозом Крисом Холмсом (Chris Holmes) через раздел «Beaver Hunt» в журнале 'Hustler'. Крис Холмс родился в Глиндейле штат Калифорния 23 июня 1958 года. Его мать Санди Холмс была байкершей и сын был ей под стать. Криса семь раз выгоняли из школы за «дикое поведение». Блэки Лолесс сразу понял что Крис Холмс идеально подходит для воплощения его музыкальных идей в жизнь и не задумываясь взял его в группу.
Первыми демо Sister были Sweet Dreams, Sex Drive и Don’t Know What I Am. Группа Sister существовала примерно с 1976 по 1978, после её распада Блэки и Рэнди Пайпер решают создать новую группу Circus-Circus. Circus-Circus выпускают демо «1980' Ladies».
1970-е были плохими временами для стиля хеви-метал, и группа Sister провалилась, она так и не смогла найти лейбл, который смог бы их записать и выпустить, хотя выступления в клубах собирали немало народу.
В 1982 году Блэки и Рэнди Пайпер вместе решили собрать новую группу с новым составом, который включал Блэки Лолесса, Рэнди Пайпера, Дона Косту (Don Costa) и Тони Ричардса (Tony Richards). Однако позднее, после драки между Лолессом и Пайпером, Блэки берёт на место Рэнди своего старого знакомого Криса Холмса, с которым уже сотрудничал ранее.
Эта группа получила название W.A.S.P.; в конце 1982 года W.A.S.P. отыграли первые концерты. Дебютный концерт W.A.S.P. был в «The Woodstock» Orange Country, в мае 1983 года группа W.A.S.P. была способна продать 3000 билетов в «Santa Monica Civic Hall». После первого же концерта Дон Коста был уволен из группы за свои чересчур неадекватные выходки с гитарой, которые раздражали Блэки и всю группу. Блэки, не долго думая, позвонил Рэнди и позвал его обратно в свою группу W.A.S.P.
Немногим позже, в 1983 году менеджер группы Iron Maiden Род Смолвуд (Rod Smallwood) решил прийти посмотреть на концерт группы W.A.S.P. и был удивлен новизной в музыке и шоу на живом концерте и, находясь под положительным впечатлением, впоследствии помог группе W.A.S.P. с подписанием контракта с звукозаписывающей компанией. В 1984 был заключён солидный контракт с лейблом Capitol Records, после чего группа W.A.S.P. начала запись своего первого альбома с одноимённым названием W.A.S.P.

## Голос
Рабочий диапазон Блэки Лолесса — расстояние от ноты f до f1. В первых своих альбомах (практически в каждой композиции) Блэки весь свой вокал сосредотачивал в одном звуковом отрезке, от ноты es1 до ноты es2. Таким образом, вся мелодия была сосредоточена не в зоне рабочего диапазона, а там, где происходит колоссальная нагрузка на голосовые связки, в тесситуре низкого женского голоса или тенора-альтино (ноты второй октавы). Получалось, что певец игнорировал половину своего звукового диапазона и не использует его. Исключением являются композиции «Charisma» и «Keep Holding On», в которых мелодия была распределена более менее «безопасно» для голоса.
Так долго Блэки петь не мог и примерно с альбома Unholy Terror он взял курс на понижение тесситуры. В последних альбомах певец практически не заходит дальше границ первой октавы, но и в среднем регистре практически не появляется: все свое основное время «проводит» в первой октаве.
В одном из интервью Блэки, отвечая на вопрос о том, как ему удаётся сохранить голос, признался, что ещё в 1983 году, до записи дебютного альбома, он сорвал голос и имел все шансы лишиться его навсегда. Тогда музыкант познакомился с доктором, который рассказал ему о необходимости разогрева перед началом выступления, чего Блэки никогда ранее не делал.

## Фильмография
| Год  |   | Русское название                  | Оригинальное название             | Роль                                            |
| ---- | - | --------------------------------- | --------------------------------- | ----------------------------------------------- |
| 1980 | ф | Музыку не остановить              | Can't Stop The Music              | Металлист на прослушивании (в титрах не указан) |
| 1984 | ф | Это — Spinal Tap                  | This Is Spınal Tap                | Метал-музыкант (в титрах не указан)             |
| 1984 | ф | Хозяин подземной тюрьмы           | The Dungeonmaster                 | Бас-гитарист, вокалист группы W.A.S.P.          |
| 2000 | ф | 100 Greatest Artists of Hard Rock | 100 Greatest Artists of Hard Rock | Камео                                           |
| 2008 | ф | Это метал шоу                     | That Metal Show                   | Камео                                           |

Блэки был одним из главных кандидатов на роль Т-1000 в фильме Терминатор 2, но не подошёл из-за своего высокого роста, который составляет 193 см.